# Didcot Town FC
Didcot Town FC (celým názvem: Didcot Town Football Club) je anglický fotbalový klub, který sídlí ve městě Didcot v nemetropolitním hrabství Oxfordshire. Založen byl v roce 1907. Od sezóny 2018/19 hraje v Southern Football League Division One Central (8. nejvyšší soutěž). Klubové barvy jsou červená a bílá.
Své domácí zápasy odehrává na Draycott Engineering Loop Meadow Stadium s kapacitou 3 000 diváků.

## Získané trofeje
- FA Vase ( 1× )
  - 2004/05

## Úspěchy v domácích pohárech
Zdroj: 
- FA Cup
  - 1. kolo: 2015/16
- FA Trophy
  - 1. kolo: 2011/12, 2014/15
- FA Vase
  - Vítěz: 2004/05

## Umístění v jednotlivých sezonách
Stručný přehled
Zdroj: 
- 1953–1956: Hellenic Football League
- 1956–1957: Hellenic Football League (Premier Division)
- 1957–1959: Metropolitan & District League
- 1959–1963: Metropolitan League
- 1963–1976: Hellenic Football League (Premier Division)
- 1976–1977: Hellenic Football League (Division One)
- 1977–1985: Hellenic Football League (Premier Division)
- 1985–1987: Hellenic Football League (Division One)
- 1987–1993: Hellenic Football League (Premier Division)
- 1993–1995: Hellenic Football League (Division One)
- 1995–2006: Hellenic Football League (Premier Division)
- 2006–2009: Southern Football League (Division One South & West)
- 2009–2011: Southern Football League (Premier Division)
- 2011–2017: Southern Football League (Division One South & West)
- 2017–2018: Southern Football League (Division One West)
- 2018– : Southern Football League (Division One Central)

Jednotlivé ročníky
Zdroj: 
Legenda: Z - zápasy, V - výhry, R - remízy, P - porážky, VG - vstřelené góly, OG - obdržené góly, +/- - rozdíl skóre, B - body, červené podbarvení - sestup, zelené podbarvení - postup, fialové podbarvení - reorganizace, změna skupiny či soutěže
| Sezóny  | Liga                                                 | Úroveň | Z  | V  | R  | P  | VG | OG | +/- | B  | Pozice |
| ------- | ---------------------------------------------------- | ------ | -- | -- | -- | -- | -- | -- | --- | -- | ------ |
| 2009/10 | Southern Football League (Premier Division)          | 7      | 42 | 10 | 11 | 21 | 56 | 70 | -14 | 41 | 15.    |
| 2010/11 | Southern Football League (Premier Division)          | 7      | 40 | 7  | 11 | 22 | 39 | 69 | -30 | 32 | 19.    |
| 2011/12 | Southern Football League (Division One South & West) | 8      | 40 | 11 | 9  | 20 | 39 | 68 | -29 | 42 | 16.    |
| 2012/13 | Southern Football League (Division One South & West) | 8      | 42 | 12 | 10 | 20 | 59 | 76 | -17 | 46 | 17.    |
| 2013/14 | Southern Football League (Division One South & West) | 8      | 42 | 17 | 6  | 19 | 70 | 85 | -15 | 57 | 12.    |
| 2014/15 | Southern Football League (Division One South & West) | 8      | 42 | 20 | 11 | 11 | 95 | 66 | +29 | 71 | 7.     |
| 2015/16 | Southern Football League (Division One South & West) | 8      | 42 | 18 | 10 | 14 | 82 | 57 | +25 | 64 | 10.    |
| 2016/17 | Southern Football League (Division One South & West) | 8      | 42 | 14 | 12 | 16 | 70 | 71 | -1  | 54 | 12.    |
| 2017/18 | Southern Football League (Division One West)         | 8      | 42 | 21 | 10 | 11 | 89 | 63 | +26 | 73 | 6.     |
| 2018/19 | Southern Football League (Division One Central)      | 8      | 38 |    |    |    |    |    |     |    |        |